# Acantha (nimf)
Acantha is een nimf van wie gesteld is dat die uit de Griekse mythologie zou komen. Die wordt wel in moderne naslagwerken genoemd, maar bronnen uit de klassieke oudheid die hen noemen, zijn niet bekend.
Acantha was volgens de genoemde naslagwerken als nimf het onderwerp van de avances van de Griekse zonnegod Apollo maar weigerde zijn toenaderingspogingen. Er zijn verschillende vertelde en opgetekende versies van wat er vervolgens gebeurde. In één ervan krabde die het gezicht van Apollo toen hij hen probeerde te verkrachten en toen veranderde hij hen in een acanthusplant. In een andere versie wordt er verteld dat die een boomnimf was die woonde als geest in de Acanthusboom die bij hun dood in een kruid veranderde dat van de zon hield. Ook is er onduidelijkheid over hun geslacht. Sommige bronnen beschrijven hen als een mannelijk karakter dat Apollo afwees. De identiteit van Acantha is verder ambigu omdat de acanthusplant geen boom is maar een kruidachtige verhoute struik en het daardoor onduidelijk is of er wel een nimf bij hoorde omdat die traditioneel in bomen leefden.